# Acanthormius dubitatus
Acanthormius dubitatus är en stekelart som beskrevs av Charles Thomas Brues 1918. Acanthormius dubitatus ingår i släktet Acanthormius och familjen bracksteklar. Inga underarter finns listade i Catalogue of Life.